# Talkomatic
 (septembre 2024).
 (septembre 2024).
Talkomatic est un ancien système de chat en ligne qui facilite la communication par texte en temps réel entre un groupe limité de personnes. Chaque personne sur Talkomatic dispose de sa boîte sur l’écran, diffusant les messages lettre par lettre au fur et à mesure de l'écriture. Talkomatic se différencie des systèmes de messagerie actuels et est basé sur des travaux réalisés en 1973 à l'Université de l'Illinois sur le système PLATO par Doug Brown et David R. Woolley.